# Giro d'Italia 1913
Il Giro d'Italia 1913, quinta edizione della "Corsa Rosa", si svolse in nove tappe dal 6 maggio al 22 maggio 1913, per un percorso totale di 2932 km. Fu vinta dall'italiano Carlo Oriani. Su 99 partenti, arrivarono al traguardo finale 34 corridori.
Fu l'ultimo Giro con classifica generale a punti e il primo in cui il vincitore della corsa non vinse neanche una tappa. Il Giro vide il debutto del ventenne Costante Girardengo, che vinse la prima delle sue 30 tappe. Fu anche l'ultimo concluso da Luigi Ganna, vincitore della prima edizione.

## Tappe
| Tappa  | Data      | Percorso                   | km    | Vincitore di tappa  | Leader cl. generale |
| ------ | --------- | -------------------------- | ----- | ------------------- | ------------------- |
| 1ª     | 6 maggio  | Milano > Genova            | 341   | Giuseppe Santhià    | Giuseppe Santhià    |
| 2ª     | 8 maggio  | Genova > Siena             | 332   | Eberardo Pavesi     | Pierino Albini      |
| 3ª     | 10 maggio | Siena > Roma               | 317,9 | Giuseppe Santhià    | Giuseppe Santhià    |
| 4ª     | 12 maggio | Roma > Salerno             | 341   | Giuseppe Azzini     | Giuseppe Santhià    |
| 5ª     | 14 maggio | Salerno > Bari             | 295,6 | Giuseppe Azzini     | Eberardo Pavesi     |
| 6ª     | 16 maggio | Bari > Campobasso          | 256   | Costante Girardengo | Eberardo Pavesi     |
| 7ª     | 18 maggio | Campobasso > Ascoli Piceno | 313,2 | Clemente Canepari   | Giuseppe Azzini     |
| 8ª     | 20 maggio | Ascoli Piceno > Rovigo     | 413,8 | Lauro Bordin        | Carlo Oriani        |
| 9ª     | 22 maggio | Rovigo > Milano            | 321,5 | Eberardo Pavesi     | Carlo Oriani        |
| Totale | Totale    | Totale                     | 2 932 |                     |                     |

## Squadre e corridori partecipanti
Parteciparono alla corsa 99 ciclisti, 29 in rappresentanza di 8 squadre, o "aggruppati", e 70 senza squadra, o "isolati".
| N.    | Cod. | Squadra      |
| ----- | ---- | ------------ |
| 1-2   |      | Gerbi-Dunlop |
| 3-6   |      | Globo        |
| 7-10  |      | Legnano      |
| 11-15 |      | Maino        |
| 17-20 |      | OTAV         |

| N.     | Cod. | Squadra |
| ------ | ---- | ------- |
| 21-25  |      | Peugeot |
| 26-29  |      | Stucchi |
| 30     |      | Ganna   |
| 31-113 |      | Isolati |

## Dettagli delle tappe

### 1ª tappa
- 6 maggio: Milano > Genova – 341 km

Risultati
| Pos. | Corridore        | Squadra | Tempo     |
| ---- | ---------------- | ------- | --------- |
| 1    | Giuseppe Santhià | Peugeot | 12h04'51" |
| 2    | Pierino Albini   | Legnano | s.t.      |
| 3    | Ottavio Pratesi  | Globo   | s.t.      |

### 2ª tappa
- 8 maggio: Genova > Siena – 332 km

Risultati
| Pos. | Corridore           | Squadra | Tempo     |
| ---- | ------------------- | ------- | --------- |
| 1    | Eberardo Pavesi     | Legnano | 12h29'23" |
| 2    | Giovanni Rossignoli | Globo   | a 2'19"   |
| 3    | Giovanni Cervi      | Gerbi   | s.t.      |

### 3ª tappa
- 10 maggio: Siena > Roma – 317,9 km

Risultati
| Pos. | Corridore        | Squadra | Tempo     |
| ---- | ---------------- | ------- | --------- |
| 1    | Giuseppe Santhià | Peugeot | 10h48'50" |
| 2    | Giuseppe Azzini  | OTAV    | a 3'40"   |
| 3    | Eberardo Pavesi  | Legnano | a 7'30"   |

### 4ª tappa
- 12 maggio: Roma > Salerno – 341 km

Risultati
| Pos. | Corridore        | Squadra | Tempo     |
| ---- | ---------------- | ------- | --------- |
| 1    | Giuseppe Azzini  | OTAV    | 12h01'00" |
| 2    | Carlo Oriani     | Maino   | s.t.      |
| 3    | Giuseppe Santhià | Peugeot | a 2"      |

### 5ª tappa
- 14 maggio: Salerno > Bari – 295,6 km

Risultati
| Pos. | Corridore       | Squadra | Tempo     |
| ---- | --------------- | ------- | --------- |
| 1    | Giuseppe Azzini | OTAV    | 14h07'30" |
| 2    | Luigi Ganna     | Ganna   | s.t.      |
| 3    | Eberardo Pavesi | Legnano | a 15'39"  |

### 6ª tappa
- 16 maggio: Bari > Campobasso – 256 km

Risultati
| Pos. | Corridore           | Squadra | Tempo    |
| ---- | ------------------- | ------- | -------- |
| 1    | Costante Girardengo | Maino   | 9h21'39" |
| 2    | Giuseppe Azzini     | OTAV    | s.t.     |
| 3    | Carlo Oriani        | Maino   | a 2'18"  |

### 7ª tappa
- 18 maggio: Campobasso > Ascoli Piceno – 313,2 km

Risultati
| Pos. | Corridore          | Squadra | Tempo     |
| ---- | ------------------ | ------- | --------- |
| 1    | Clemente Canepari  | Legnano | 12h34'07" |
| 2    | Giuseppe Azzini    | OTAV    | a 5'01"   |
| 3    | Giuseppe Contesini | Globo   | a 33'06"  |

### 8ª tappa
- 20 maggio: Ascoli Piceno > Rovigo – 413,8 km

Risultati
| Pos. | Corridore      | Squadra | Tempo     |
| ---- | -------------- | ------- | --------- |
| 1    | Lauro Bordin   | Maino   | 15h42'42" |
| 2    | Carlo Oriani   | Maino   | s.t.      |
| 3    | Pierino Albini | Legnano | s.t.      |

### 9ª tappa
- 22 maggio: Rovigo > Milano – 321,5 km

Risultati
| Pos. | Corridore          | Squadra | Tempo     |
| ---- | ------------------ | ------- | --------- |
| 1    | Eberardo Pavesi    | Legnano | 10h47'16" |
| 2    | Carlo Oriani       | Maino   | s.t.      |
| 3    | Giuseppe Contesini | Globo   | s.t.      |

## Classifiche finali

### Classifica generale
| Pos. | Corridore           | Squadra | Punti |
| ---- | ------------------- | ------- | ----- |
| 1    | Carlo Oriani        | Maino   | 37    |
| 2    | Eberardo Pavesi     | Legnano | 43    |
| 3    | Giuseppe Azzini     | OTAV    | 48    |
| 4    | Pierino Albini      | Legnano | 61    |
| 5    | Luigi Ganna         | Ganna   | 64    |
| 6    | Costante Girardengo | Maino   | 74    |
| 7    | Leopoldo Torricelli | Maino   | 74    |
| 8    | Giuseppe Contesini  | Globo   | 81    |
| 9    | Giovanni Cervi      | Gerbi   | 82    |
| 10   | Giovanni Rossignoli | Globo   | 89    |

Qualora la classifica fosse stata in base ai tempi, e non a punti, l'ordine d'arrivo sarebbe stato: primo Oriani (in 111h08'57"), secondo Azzini, terzo Pavesi.

### Classifica isolati
| Pos. | Corridore          | Squadra | Punti |
| ---- | ------------------ | ------- | ----- |
| 1    | Michele Robotti    | Isolati | 99    |
| 2    | Camillo Bertarelli | Isolati | 103   |
| 3    | Emilio Petiva      | Isolati | 116   |
| 4    | Luigi Lucotti      | Isolati | 120   |
| 5    | Giovanni Casetta   | Isolati | 131   |

### Classifica a squadre
| Pos. | Squadra | Punti |
| ---- | ------- | ----- |
| 1    | Maino   | 185   |
| 2    | Legnano | 201   |
| 3    | Globo   | 302   |
| 4    | OTAV    | 305   |